# Kōriki Tadafusa
Kōriki Tadafusa est un nom japonais traditionnel ; le nom de famille (ou le nom d'école), Kōriki , précède donc le prénom (ou le nom d'artiste).
Kōriki Tadafusa (高力 忠房, 1584-7 janvier 1656) est un daimyō du shogunat Tokugawa au début de l'époque d'Edo de l'histoire du Japon.

## Biographie
Né à Hamamatsu, province de Tōtōmi en 1584, Kōriki Tadafusa est le fils ainé de Kōriki Masanaga, daimyō du domaine d'Iwatsuki (aux revenus de 20 000 koku) dans la province de Musashi. Cependant, comme son père meurt alors que Tadafusa est encore jeune, il est élevé par son grand-père Kiyonaga. Tadafusa hérite la seigneurie du domaine d'Iwatsuki de son grand-père en 1599, et peu de temps après, rejoint l'armée de Tokugawa Hidetada à la bataille de Sekigahara, bien que l'armée n'arrive pas à temps pour la bataille. À la suite de Sekigahara, Mashita Nagamori est confié aux soins de Tadafusa.
En 1609, le château d'Iwatsuki est détruit par un incendie. En 1614, Tadafusa est affecté à veiller au bon transfert du domaine d'Odawara d'Ōkubo Tadachika, qui est déchu, à Abe Masatsugu.
Tadafusa prend également part au siège d'Osaka et poursuit les restes des forces de Toyotomi Hideyori dirigés par Doi Toshikatsu, dans la province de Yamato. En 1619, il est transféré au domaine de Hamamatsu (aux revenus de 30 000 koku), qui sont augmentés à 40 000 en 1634.
En avril 1639, à la suite de la rébellion de Shimabara, Tadafusa est réaffecté par ordre du shogun Tokugawa Iemitsu au domaine de Shimabara (40 000 koku) dans la province de Hizen. Le nouveau territoire est un désert dévasté par des années de rébellion et de guerre. Cependant, Tadafusa est en mesure de restaurer la zone à son ancien niveau de productivité dans l'année de son arrivée par des exonérations fiscales, le pardon pour les rebelles survivants et en encourageant l'immigration des agriculteurs d'autres régions du Japon. Il est également responsable de la sécurité de Nagasaki avec Dejima, son port de commerce extérieur, élément important dans le système de sécurité du shogunat Tokugawa, dans Kyūshū essentiellement dominé par des tozama daimyo.
Tadafusa est marié à une fille de Sanada Nobuyuki, daiymo du domaine d'Ueda et son fils Kōriki Takanaga lui succède lorsqu'il décède à Edo le 7 janvier 1656.

## Source de la traduction
- (en) Cet article est partiellement ou en totalité issu de l’article de Wikipédia en anglais intitulé « Kōriki Tadafusa » (voir la liste des auteurs).